# Cabécars
Els cabécars (Kabekwa, en cabécar) són una ètnia indígena de Costa Rica. Estan situats en Chirripó, a la Vall del Pacuare, i en la Reserva de Talamanca, entre les províncies de Cartago i Limón, així com una petita comunitat que viu a Ujarrás de Buenos Aires de Puntarenas. Els cabécars són una de les ètnies indígenes de Costa Rica que ha aconseguit mantenir gran part de la seva identitat. Conformen un dels pobles amb major diversitat cultural a Costa Rica, perquè practiquen gairebé totes les seves formes tradicionals de vivència: posseeixen medicina natural, danses, cacera, pesca, tradicions, cultura, religió i idioma propis. Després dels bribris, són l'ètnia indígena amb major quantitat d'individus al país.

## Història
Els cabécars han habitat el territori nacional de Costa Rica almenys durant aproximadament 3.000 anys. El seu origen s'ha relacionat amb el d'uns altres grups txibtxoïdes de l'Àrea Intermèdia d'Amèrica, similar als ngöbe, kunes i bribris, especialment amb aquests últims, els cabécars comparteixen gran quantitat d'aspectes lingüístics i culturals.
Durant l'època precolombina, els cabécars van aconseguir establir a Talamanca el més fort i important dels cacicatges de l'Atlàntic del país, en el qual s'assentaven diferents grups indígenes amb llengües de la família viceítica, una branca de les llengües txibtxa: ateos, térrabes, viceïtes, urinames, aoyaques, terbis i els mateixos cabécars. En l'època de la conquesta de Costa Rica, Talamanca va ser l'únic cacicatge que no va aconseguir ser conquistat íntegrament pels espanyols, de manera que aquesta regió es va convertir en zona de refugi per a molts aborígens que escapaven del domini espanyol. Durant el segle xvii, Talamanca va ser important escenari de rebel·lions indígenes, encapçalades per líders cabécars com Guaycorá i Sumamará, que van incendiar la ciutat de Santiago de Talamanca en 1610, o Comesala, qui al costat de Pablo Presbere va encapçalar la revolta indígena més important de la història colonial de Costa Rica en 1709.

## Distribució geogràfica
En l'actualitat, els cabécars ocupen els següents territoris:
- Talamanca Cabécar: Abarca, sobretot, la conca alta del riu Coén i la mitjana del riu Telire. En aquesta regió, es troba la població de San José Cabécar, centre espiritual de la comunitat cabécar, doncs en aquest lloc residia el Usékla.

- Telire: Comprèn la conca alta del riu Telire. És una regió geogràficament aïllada que confina al sud amb el Parc Internacional La Amistad.

- Tayní: Abasta els territoris cabécars de la regió de La Estrella. Les poblacions s'escampa a través dels cabals dels rius Estrella i Coén, els quals s'uneixen en un sector d'aquesta regió.

- Chirripó: Aquest territori va ser definit jurídicament en 1976 i abasta la part alta del riu Chirripó. Per raons polítiques, en 1984 la regió va ser dividida en dos sectors: Alt Chirripó i Baix Chirripó. Actualment, aquesta és la zona on viu la major part de la població cabécar.

- Ujarrás: És el territori cabécar més gran de la Zona Sud. Aquest lloc, no formava part del territori tradicional dels bribris i cabécars. Aparentment, va ser poblat de forma gradual des de mitjan segle xix. La regió va ser una de les primeres a ser declarada territori indígena en 1957 i una de les quals més contacte ha tingut amb els centres de població no indígenes a causa de la construcció, en els anys seixanta, de la carretera Interamericana.

- Chína Kichá: Aquesta territori, situat en el cantó de Pérez Zeledón, va anar dels primers a ser definits com a indígena en 1957. No obstant això, les terres van ser usurpades de forma il·legal per gent no indígena i en 1982, mitjançant un decret, va ser eliminat. Conseqüentment, la gran majoria de la població cabécar va fugir del lloc. Recentment, en el 2001, la regió va recuperar el seu estatus.

## Població
Segons el cens de Costa Rica de 2000 hi havia una població cabécar de 10.175 individus. Es calcula que el nombre de parlants materns ascendeix al 85% d'aquesta població.

## Organització social
Els cabécars estan dividits en clans matrilineals, no obstant això, ha desaparegut un cert nombre de clans escombrat per les guerres i les malalties. (9) La població cabécar posseeix uns 20 clans aproximadament, per exemple: kabék, trírú, kjól, tuarí, tjúk, kjos i bóló.

## Religió
Per entendre la cultura espiritual dels pobles cabécar és de summa importància comprendre la funció del remeier o jawá, qui és la clau de la curació del cos i en un menor grau de l'esperit dels cabécars. Les dietes estrictes formen en general parteix de la curació, aquestes prohibeixen prendre sal, cafè, xocolata, chicha i molt sovint carn. La religió cabécar comença amb un gran Déu de nom Sibú, creador de totes les coses i que està en el fons de tot el que esdevé.. En l'actualitat alguns d'aquests indígenes han canviat la seva religió per unes altres, com a part d'un procés d'aculturització.